# Sylvain Gbohouo
Sylvain Gbohouo   (Bonoua, 29 d'octubre de 1988) és un exfutbolista ivorià de la dècada de 2010.
Fou internacional amb la selecció de futbol de Costa d'Ivori amb la qual participà en la Copa del Món de futbol de 2014.
Pel que fa a clubs, destacà a Mazembe.